# Bosc Comunal d'Er
El Bosc Comunal d'Er (oficialment en francès Forêt communale d'Err) és un bosc del terme comunal d'Er, a la comarca de l'Alta Cerdanya, de la Catalunya del Nord.
El bosc, d'10,12 km² està situat en el sector central - occidental del terme comunal, al sud-oest de Cotzé i als peus -nord-est i est- de la Serra de l'Artiga. El bosc és a l'entorn d'una part de l'Estació d'esquí d'Er - Puigmal. El Telecadira de Cotzé el travessa de nord-est a sud-oest.
El bosc està sotmès a una explotació gestionada per la comuna d'Er, atès que es bosc és propietat comunal. Té el codi F16232H dins de l'ONF (Office national des forêts).